# Zygmunt Mołojec
Zygmunt Mołojec ps. Anton (ur. 1917, zm. w połowie lutego 1943) – polski komunista, żołnierz Gwardii Ludowej, młodszy brat Bolesława Mołojca.

## Życiorys
W dzieciństwie był członkiem Pionierów, później Komunistycznego Związku Młodzieży Polski i uczestnikiem hiszpańskiej wojny domowej
W czasie II wojny światowej, w grudniu 1941 Bolesław Mołojec ps. Długi, sowiecki agent, został potajemnie przerzucony z ZSRR przez front i zrzucony na spadochronie koło Warszawy, z zadaniem tworzenia podziemnej struktury komunistycznej w okupowanej przez Niemców Polsce. Został dowódcą Gwardii Ludowej i rozbudowywał jej struktury. Latem 1942 pojechał do Paryża i ściągnął stamtąd kilkudziesięciu swych towarzyszy broni z Hiszpanii (dąbrowszczaków), z czasów hiszpańskiej wojny domowej. Wśród nich był jego brat, Zygmunt Mołojec, który trafił do sztabu Gwardii Ludowej. Zygmunt Mołojec zaczął również organizować bandyckie akcje ekspriopracyjne, w których sam brał udział, m.in. w sierpniu 1942 na Lubelszczyźnie dokonał napadu rabunkowego na polski majątek ziemski. Niedługo później wrócił do Warszawy. We wrześniu 1942 Niemcy aresztowali w Piotrkowie Trybunalskim rodziców braci Mołojców.

### Zabójstwo Marcelego Nowotki
28 listopada 1942 w niewyjaśnionych do dziś okolicznościach na ul. Przyokopowej na warszawskiej Woli został zastrzelony Marceli Nowotko, I sekretarz Polskiej Partii Robotniczej, nadrzędnej wobec Gwardii Ludowej. Bolesław Mołojec i Nowotko byli ze sobą skonfliktowani z powodu walki o przywództwo podziemia. Początkowo podejrzewano, że Nowotkę zabili żołnierze Armii Krajowej. Okazało się jednak, że tego dnia umówiony z Nowotką na Woli był Bolesław Mołojec. Okazało się również, że niedługo przed śmiercią Nowotki Zygmunt Mołojec pobrał broń palną z konspiracyjnego magazynu w celu likwidacji rzekomego prowokatora w szeregach polskich komunistów. Wobec tych faktów członkowie kierownictwa PPR podjęli decyzję o likwidacji Bolesława Mołojca, który z ich rozkazu został zastrzelony w Warszawie miesiąc później.
Zygmunt Mołojec był wówczas faktycznym kierownikiem Wydziału Informacji Gwardii Ludowej. Bolesław Mołojec poinstruował swojego brata, że trzeba zastrzelić prowokatora. 28 listopada 1942 Zygmunt Mołojec wykonał zadanie i zastrzelił na ulicy wskazanego człowieka. Najprawdopodobniej nie był świadomy ani tego, że zabił Nowotkę, którego nigdy wcześniej nie widział, ani tego, że brat go zmanipulował.
Nie wiedząc jeszcze o zamachu na brata, Zygmunt Mołojec badał okoliczności jego nagłego i tajemniczego zniknięcia. Tropił prowokatorów w partii i niewykluczone, że byłby gotów na zbrojną rozprawę z nowym kierownictwem PPR. W styczniu 1943 Stanisława Sowińska, podwładna Zygmunta Mołojca, opisała, że był on przekonany, że do zamordowania Bolesława doprowadzili Franciszek Jóźwiak i Marian Spychalski. Dodała, że: „Anton jest niebezpiecznym typem, zdolnym, podług mnie, do wszystkiego, na pewno nie spocznie w planie zemsty za Długiego i spraw, które z Długim prowadził”. Dodatkowo napisała, że: „Chodził podenerwowany, rzucał pogróżki pod adresem kierownictwa partii, twierdził, iż nikomu nie wierzy, bo każdy czyha na jego życie. W końcu zagroził śmiercią także Sowińskiej. Aby udowodnić, że nie żartuje, wymierzył do niej z odbezpieczonego pistoletu”.
Władysław Gomułka wspominał po latach: „Trzeba też kompletnie nic nie wiedzieć o charakterze Mołojców zwłaszcza Bolesława, by dopuścić możliwość przesłuchiwań jego samego, oraz jego brata Zygmunta na temat okoliczności zabójstwa Nowotki. Jakikolwiek krok podjęty w tym kierunku przekreśliłby możliwość prowadzenia nie mówiąc już o konsekwencjach, jakie wyciągnęliby bracia Mołojcowie w stosunku do tych, którzy chcieliby ich przesłuchać w sprawie zabójstwa Nowotki. Nie ulega dla mnie najmniejszej wątpliwości, że zapłaciliby za to swoim życiem”.
Półtora miesiąca po likwidacji Bolesława, w połowie lutego 1943, wykonano wyrok na Zygmuncie Mołojcu, przygotowując intrygę. Franciszek Jóźwiak, szef sztabu Głównego GL, wysłał Zygmunta Mołojca wraz z jego narzeczoną-łączniczką Marylką w teren, do obwodu radomsko-kieleckiego GL, m.in. pod pretekstem przeprowadzenia inspekcji. Miejscowy sekretarz PPR został wcześniej wezwany do Warszawy, gdzie poinformowano go o sprawie Nowotki i uzgodniono wykonanie wyroku na Zygmuncie Mołojcu. Sekretarz wyznaczył ludzi i wiejską chatę na spotkanie z Zygmuntem. Przesłuchany tam Zygmunt: „W pierwszej chwili nie chciał się przyznać, lecz wobec faktów przyznał się, nie wnosząc nic nowego do tego, co nam wiadome”. Zlikwidowano również jego narzeczoną, niezamieszaną w zabójstwo Nowotki.
W całym okresie PRL postacie obu Mołojców, jako zamieszanych w śmierć Nowotki, starano się w opracowaniach historycznych wymazywać lub przemilczać.
W 2008 został zrealizowany spektakl Teatru Telewizji pt. Mord założycielski, przedstawiający zabójstwo Nowotki i udział w nim Zygmunta Mołojca.